# 리딤머 신학교
리딤머 신학교 (Redeemer Seminary, Redeemer Theological Seminary)는 미국 댈러스에 있는 복음주의적 개혁신학적인 기독교 신학교이다. 1999년 웨스트민스터 신학교에 의해서 설립되었다. 2009년 독립된 기관이 되었디만 2016년 12월에 학교를 폐교하기로 발표하였고 리폼드 신학교에 의해서 그 학교는 양도되었다.

## 프로그램
* Master of Divinity (M.Div.)* M.A.R. (Master of Arts)* M.A.

## 주목할만한 교수진
- 바울이 데이비드 트립[1]
- 싱클레어 퍼거슨

## 같이 보기
- 웨스트민스터신학교